# Dălhăuți, Vrancea
Dălhăuți este un sat în comuna Cârligele din județul Vrancea, Muntenia, România.

## Vezi și
- Mănăstirea Dălhăuți
- Biserica de lemn din Mănăstirea Dălhăuți
- Subcarpații Vrancei (arie de protecție specială avifaunistică inclusă în rețeaua ecologică europeană Natura 2000 în România).

 Acest articol despre o localitate din județul Vrancea este deocamdată un ciot. Puteți ajuta Wikipedia prin completarea lui.